# Saint-Clément (Allier)
Saint-Clément é uma comuna francesa na região administrativa de Auvérnia-Ródano-Alpes, no departamento Allier. Estende-se por uma área de 25,23 km². Em 2010 a comuna tinha 298 habitantes (densidade: 11,8 hab./km²).